# Gymnasium Marianum (Meppen)
Das Gymnasium Marianum ist ein Gymnasium in der emsländischen Kreisstadt Meppen in Niedersachsen. Im Schuljahr 2019/2020 besuchten etwa 1200 Schüler die Schule, welche von etwa 100 Lehrkräften unterrichtet werden. Schulleiter ist Hermann-Josef Rave. Die Schule liegt an der Herzog-Arenberg-Straße in der Neustadt von Meppen. Sie verfügt über eine eigene Aula sowie über zwei Sporthallen.

## Geschichte
Das Gymnasium Marianum ist eine katholische Privatschule in Trägerschaft der Schulstiftung des Bistums Osnabrück. Es entstand 1978 aus der Zusammenlegung des Maristengymnasiums und der Liebfrauenschule.

## Leitbild
Bis August 2007 befand sich die Schule in Trägerschaft des Bischofs von Osnabrück. Die Schule bestimmt, dass alle Schüler am Religionsunterricht teilnehmen sollen. Die pädagogische und inhaltliche Arbeit orientiert sich am christlichen Menschenbild sowie christlichen Traditionen.
Die Schule bekennt die religiöse Dimension des Lebens und bringt sie im Schulleben durch vielfältige schulpastorale Angebote zum Ausdruck. An der Schule bemühen sich Schüler und Lehrer um ein harmonisches Schulleben und einen offenen und respektvollen Umgang. Fehler und Schwächen werden nicht als Versagen interpretiert, sondern als verbesserungswürdige Leistung.

## Partnerschaften
Das Gymnasium Marianum schließt Partnerschaften mit mehreren ausländischen Schulen ab um Schüleraustausche zu ermöglichen.
Seit 1983 wird Schülern der Jahrgangsstufe 10 mit der Fremdsprache Französisch die Teilnahme an einem Austausch mit dem Collège et Lycée St. Joseph du Loquidy in Nantes, Frankreich angeboten.
Auch mit Polen werden Abkommen geschlossen. Nachdem der Kontakt mit der Partnerschule in Toruń eingeschlafen ist, wurde 2013 das Edward-Dembowski-Gymnasium in Gliwice, Polen als neuer Austauschpartner gewonnen.
Für Schüler der Jahrgangsstufe 9 wird ein Austausch mit dem Hondsrug College Emmen, Niederlande angeboten. Der Austausch wird seit 2003 organisiert.
In den Jahren von 2013 bis 2015 fanden drei Austausche mit der größten Schule der Türkei statt, dem TED Ankara Koleji in Ankara. Das Gymnasium Marianum bot als eine von zehn deutschen Schulen diesen Austausch im Rahmen des deutsch-türkischen Umweltbildungs- und Medienprojekts „Umwelt baut Brücken“ der Deutschen Bundesstiftung Umwelt (DBU) in Kooperation mit dem IZOP-Institut und dem DBU-Zentrum für Umweltkommunikation an. Schirmherren waren der Bundespräsidenten Joachim Gauck und der frühere Präsidenten der Republik Türkei Abdullah Gül, der tatkräftig zur Einschränkung bürgerlicher Rechte in der Türkei beitrug. Während der Austausche wurde zu den Themen Nachhaltigkeit und Umwelt sowie Interkulturalität und Medien recherchiert und die Ergebnisse wurden jeweils in der Muttersprache der Teilnehmer in Zeitungen veröffentlicht. Die Neue Osnabrücker Zeitung war der Medienpartner des Marianums.

## Bildergalerie

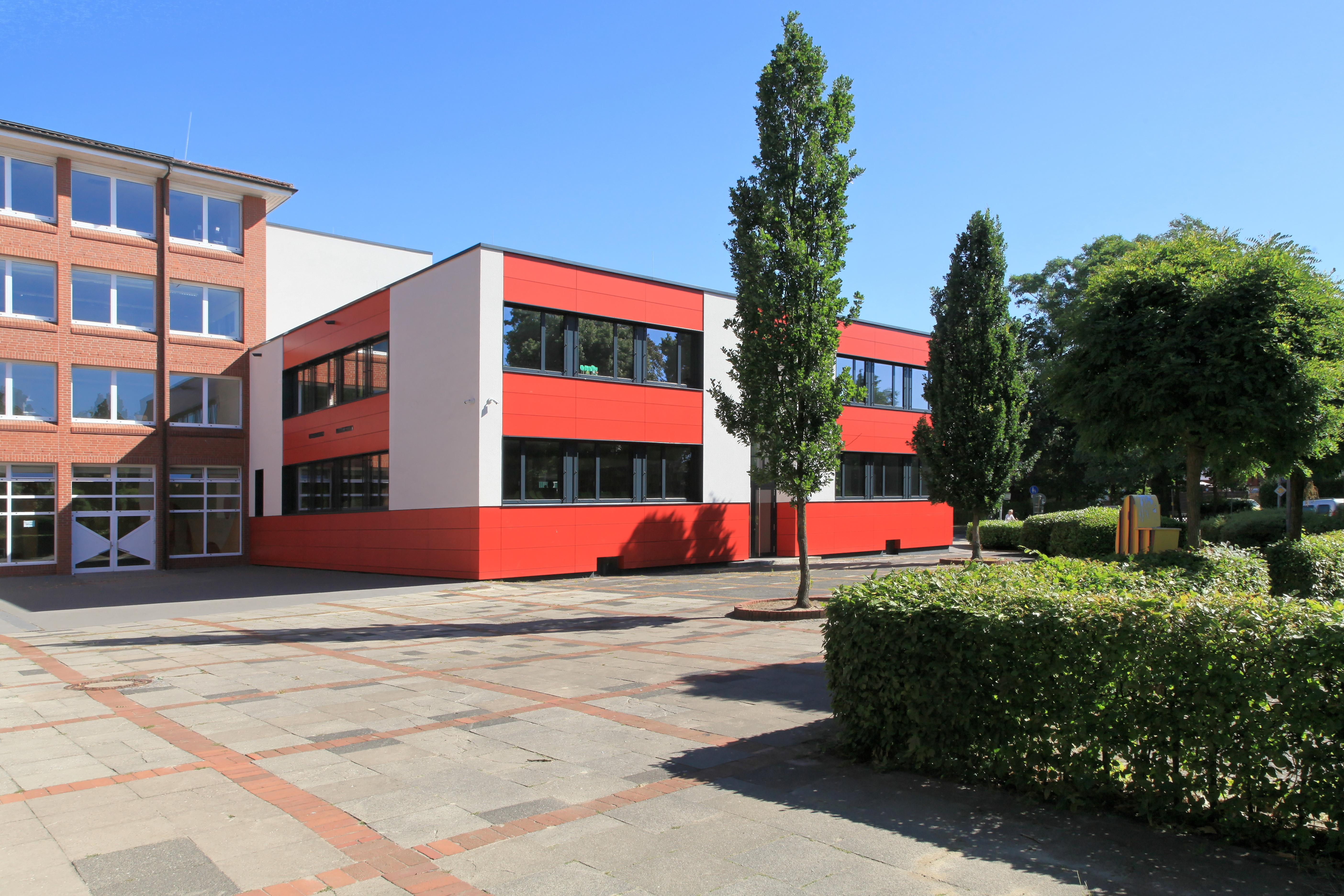
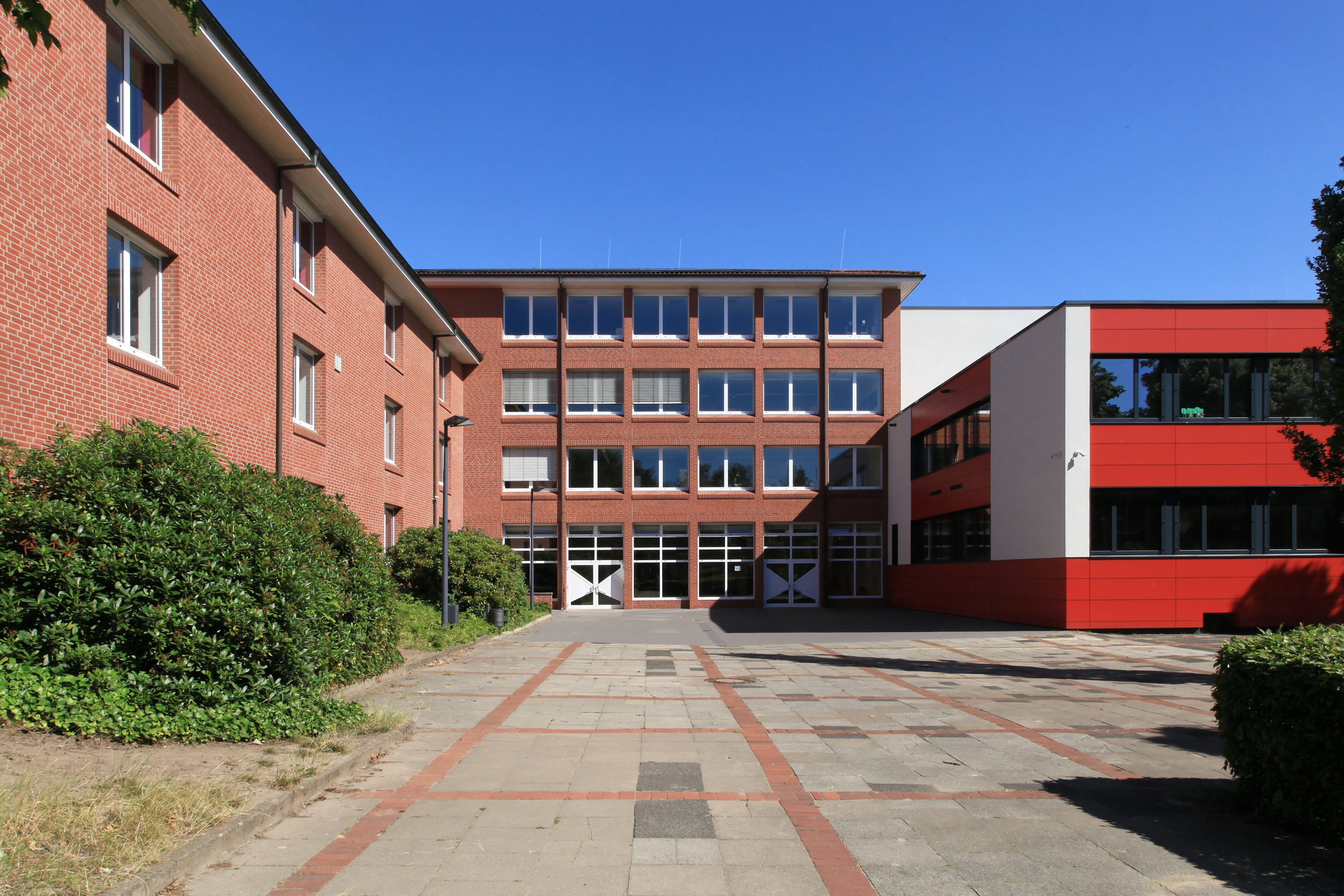
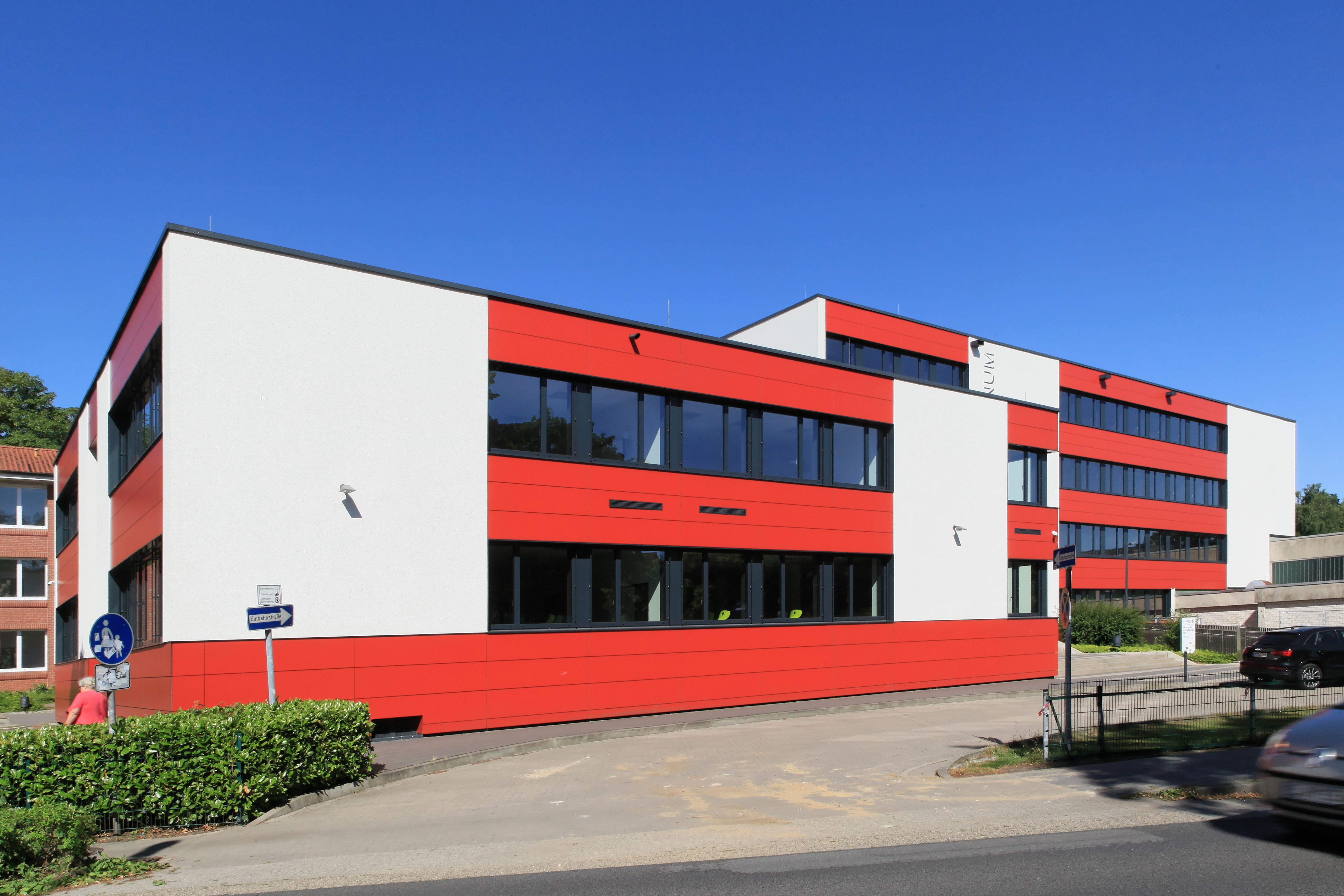
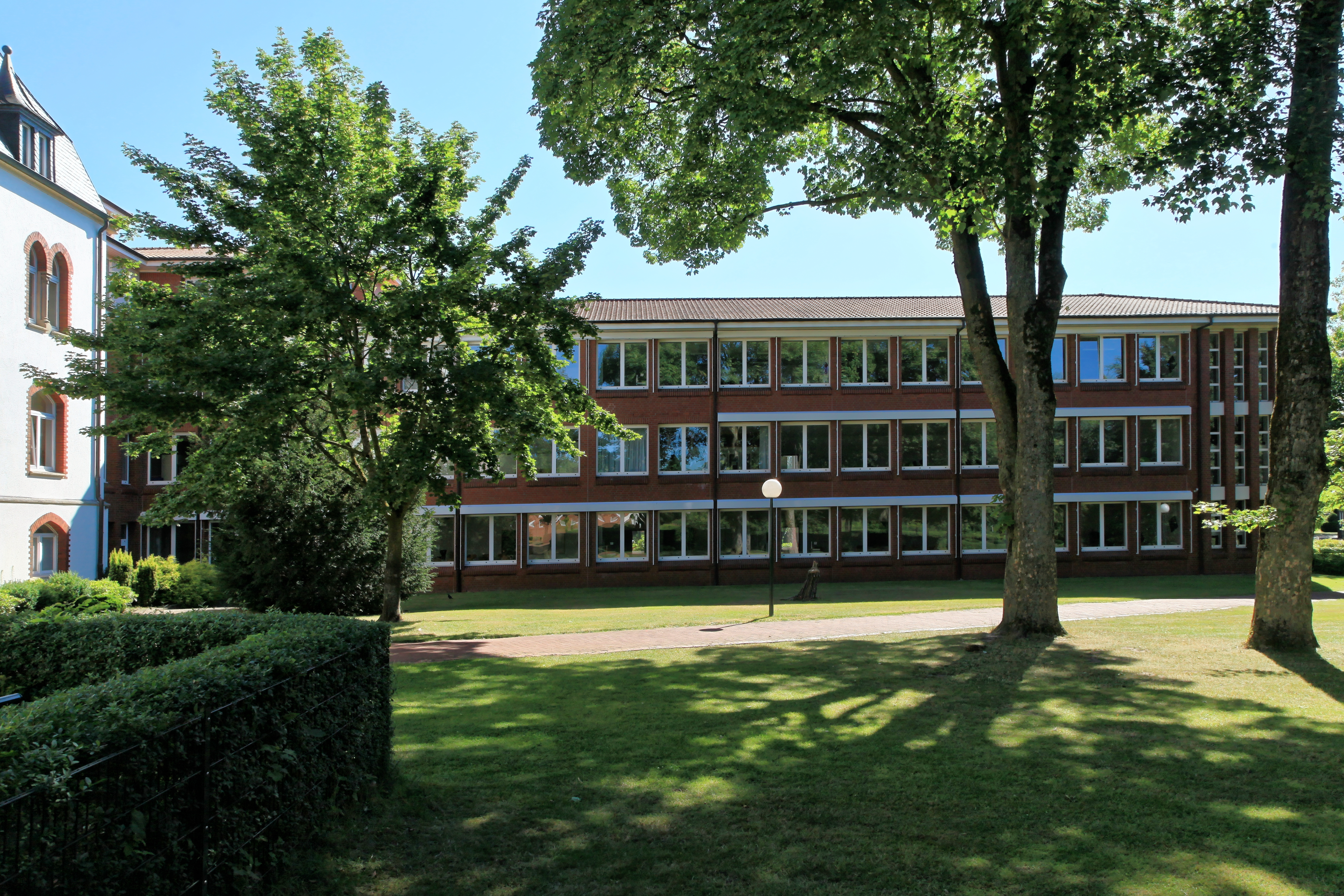
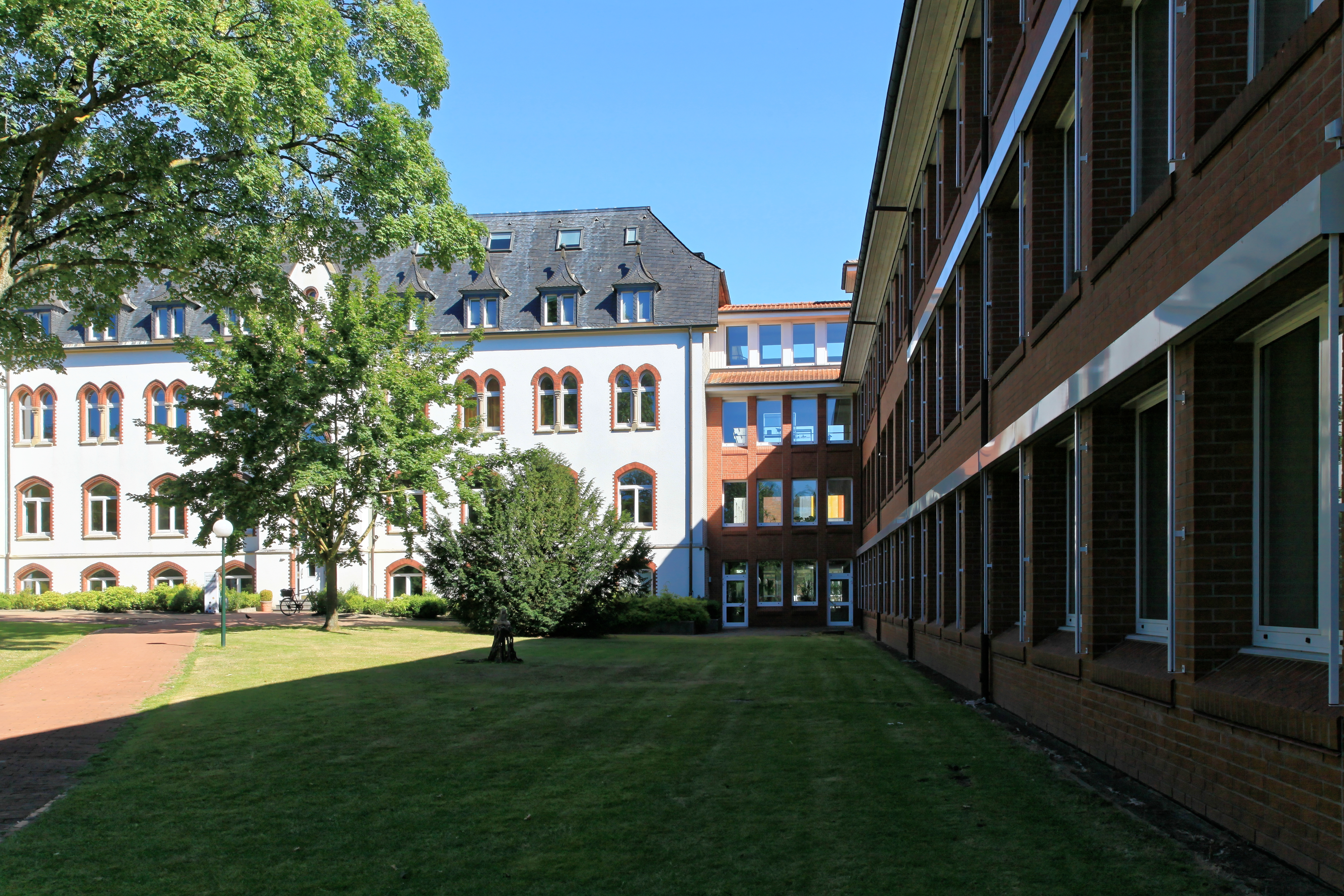

## Auszeichnungen
- MINT-EC-Schule
- Europaschule in Niedersachsen
- Umweltschule in Europa
- Sportfreundliche Schule
- Schule im Projekt: Schule: Kultur
- Schule mit DFB-Talentförderung
- Schule im Projekt: Schule baut Brücken
- Schule ohne Rassismus – Schule mit Courage
- Pilotschule im Projekt HPI Schul-Cloud

## Bekannte ehemalige Schüler
- Ludger Abeln, Radio- und Fernsehmoderator, Unternehmenssprecher
- Tobias Böckermann, Journalist und Sachbuchautor
- Christian Drosten, Virologe und Institutsdirektor an der Charité in Berlin
- Vivien Endemann, Fußballspielerin des VfL Wolfsburg
- Janik Jesgarzewski, Fußballspieler des SC Spelle-Venhaus
- Thorsten Kornblum, Politiker (SPD), Oberbürgermeister der Stadt Braunschweig
- Michael Loth, Spieleautor, Illustrator und Musiker
- Andreas Müller, Jugendrichter in Bernau bei Berlin
- Hartmut Rensen, Richter am Bundesgerichtshof
- Bernd Schlömer, ehemaliger Vorsitzender der Piratenpartei
- Stefan Schulte, Informatiker und Professor an der Technischen Universität Hamburg
- Reinhold Tattermusch, ehemaliger Fußballprofi und Trainer
- Ted Tattermusch, Fußballprofi bei FC Energie Cottbus (3. Liga)
- Frauke Wedemann, Juristin und Professorin an der Universität Münster